# Киевское (Акмолинская область)
Ки́евское (каз. Киевское) — село в Жаксынском районе Акмолинской области Казахстана, образует административно-территориальное образование «Село Киевское».
Код КАТО — 115255100.
Код КАТО административной единицы — 115255000.

## География
Село расположено в 30 километрах к северо-востоку от райцентра, в 250 километрах от областного центра.

## История
Село образовалось в 1954 году.
В 1989 году являлся единственным населённым пунктом Киевского сельсовета.
В течение долгих лет и до 2009 года должность акима села Киевское (Киевского сельсовета) занимал Зимин Василий Александрович. С 2009 по 2012 годы на должности акима села работала Калита Людмила Васильевна. С 2012 по 2021 годы акимом села Киевское работала Мергалимова Алия Нуржановна.
По итогам выборов сельских акимов 2021 года, акимом села был избран выдвиженец партии «Нур Отан» (в 2022 году сменила свое название на «Аманат») — Дахай Жардембек получивший 324 голоса из 388 (83,51 %). По итогам внеочередных выборов акима села Киевское, состоявшихся 4 июня 2023 года, акимом села был избран выдвиженец партии «Аманат» — Абылкасымов Ардак Боранбаевич, получивший наибольшее количество голосов избирателей.

## Население
В 1989 году население села составляло 1055 человека (украинцев 39 %, русских 30 %).
В 1999 году население села составляло 974 человека (487 мужчин и 487 женщин). По данным переписи 2009 года, в селе проживали 734 человека (351 мужчина и 383 женщины).
По данным на 2010 год население села составляло 755 человек. Национальный состав: русские — 340 человек (45 %), украинцы — 254 человек (34 %), казахи — 62 человека (9 %), другие — 119 человек (16 %).
По данным аппарата села на начало 2021 года население села составляло 543 человек.
Динамика численности населения
| 1989 | 1999 | 2009 | 2010 | 2021 |
| ---- | ---- | ---- | ---- | ---- |
| 1055 | 974  | 734  | 755  | 543  |

## Промышленность
Сельское хозяйство является основным направлением развития экономики села. На территории села расположено 2 ТОО и 24 крестьянских хозяйств. Растениеводство — основной вид деятельности ТОО и крестьянских хозяйств общей площадью 40896 га.

## Объекты села

### Субъекты малого и среднего предпринимательства
В селе имеются 8 частных магазинов, которые занимаются реализацией товаров народного потребления и 2 индивидуальных предпринимателей. Численность занятых в сфере малого бизнеса 14 человек. Работают 2 пекарни: средняя выпечка хлеба 360 булок в день.

### Объекты образования
На территории села образовательную деятельность осуществляет ГУ "Общеобразовательная школа села Киевское" с русским языком обучения, при которой имеется мини-центр «Күншуақ». В школе обучается 88 учащихся, детский сад посещают 23 ребёнка. Помимо этого имеется сельская библиотека, книжный фонд составляет 19334 экземпляра.

### Объекты здравоохранения
Медицинское обслуживание осуществляет медицинский пункт. Численность мед. персонала составляет 2 чел.

### Объекты культуры
В селе есть «Православная церковь Рождества Иоанна Предтечи» и музей В. Рагузова. Также в селе имеется сельский Дом культуры и Центр досуга населения.

## Благоустройство
Основные работы по очистке села проводит ТОО «Труд». Население и все учреждения, находящиеся на территории села приводят в порядок дома, административные здания, прилегающие к ним территории.